# Iserlohn Roosters
L'Iserlohner EC (Iserlohn Roosters) est un club de hockey sur glace de la ville de Iserlohn en Allemagne.
Il évolue dans le championnat d'Allemagne de hockey sur glace (DEL) et est entrainé par Geoff Ward.
Son président est Wolfgang Brück.

## Histoire

Ancien logo de 2001 à 2011.

Le club a été fondé le 28 février 1959 sous le nom d'EC Deilinghofen au restaurant Sonneborn à Hemer. L'Iserlohner EC a été fondé le 25 avril 1994.